# Salesiánské středisko mládeže

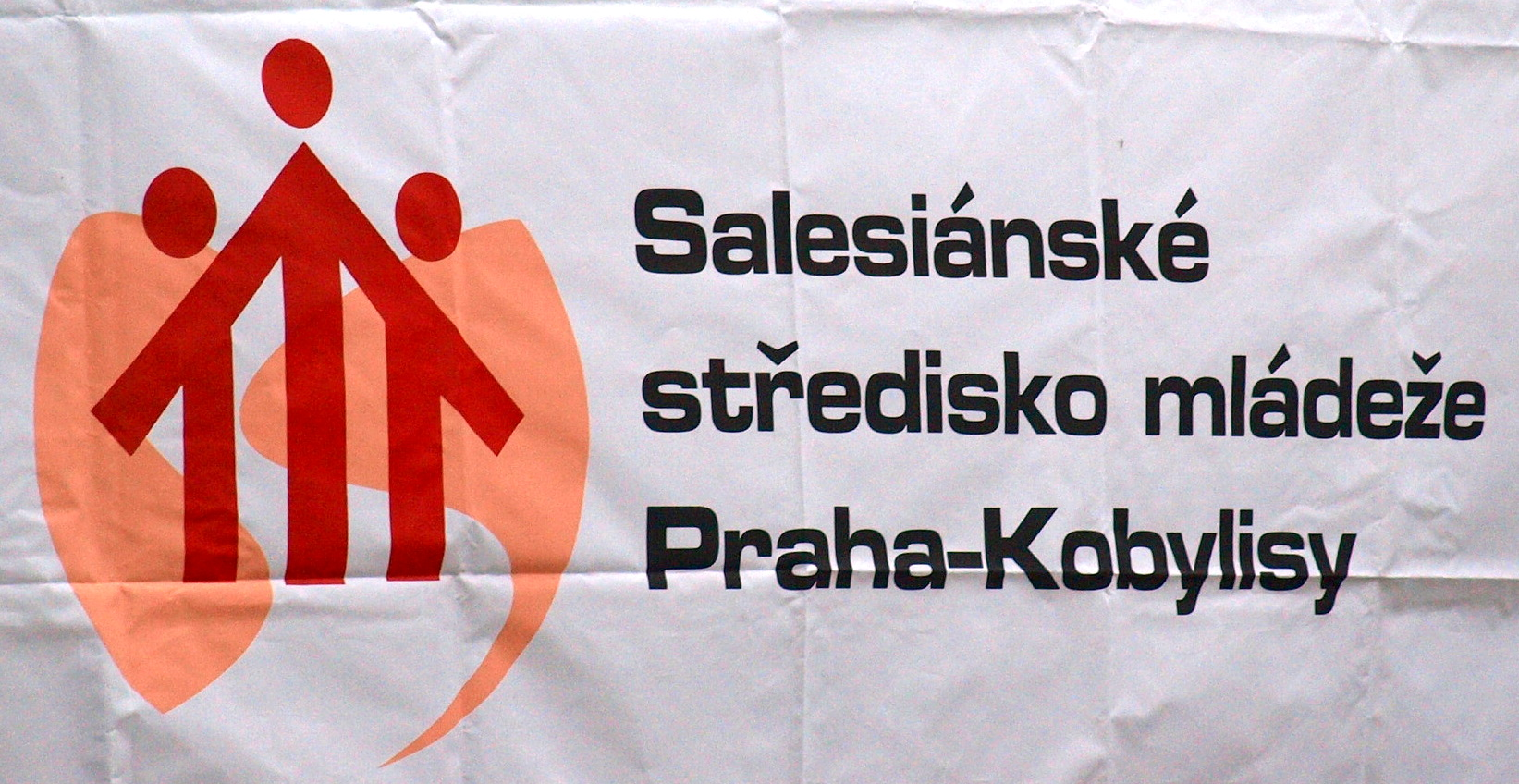
Logo Salesiánského střediska v Praze-Kobylisích

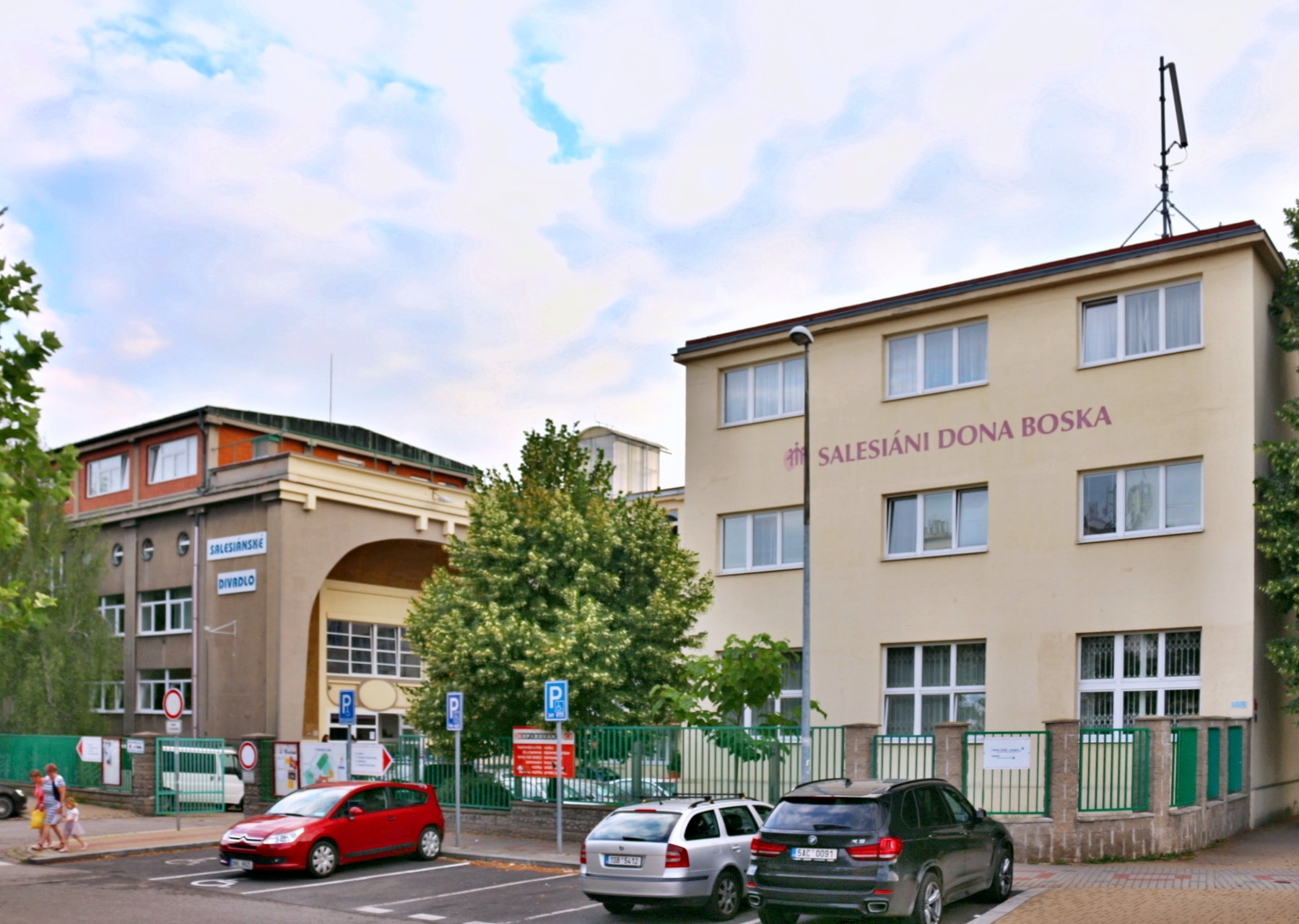
Salesiánské divadlo a středisko na Kobyliském náměstí

Salesiánská střediska mládeže jsou školská zařízení, provozovaná Salesiány Dona Boska (SDB) nebo dcerami Panny Marie Pomocnice (FMA). Zaměřují se na volnočasové aktivity zejména pro ohroženou mládež. Jejich aktivita je závislá především na práci přímo salesiánů či sester salesiánek a dobrovolníků. V Česku je v současnosti 12 středisek volného času provozovaných členy salesiánské rodiny, z čehož dvě provozují dcery Panny Marie Pomocnice a ostatní Salesiáni Dona Boska.

## Salesiánská střediska v Česku - SDB
- Salesiánské středisko mládeže Brno-Líšeň
- Salesiánské středisko mládeže Brno-Žabovřesky
- Salesiánské středisko mládeže České Budějovice
- Salesiánské středisko mládeže Ostrava
- Salesiánské středisko mládeže Pardubice
- Salesiánské středisko mládeže Plzeň
- Salesiánské středisko mládeže Praha-Kobylisy
- Salesiánské středisko mládeže Rumburk
- Salesiánské středisko mládeže Teplice
- Salesiánské středisko mládeže Zlín

## Salesiánská střediska v Česku - FMA
- Středisko volného času pro děti a mládež Plzeň
- Salesiánský dům dětí a mládeže Ostrava